# Henryk Opilo
Henryk Andrzej Opilo (ur. 29 listopada 1952 w Muszynie, zm. 2 maja 2021 w Krynicy-Zdroju) – polski polityk, poseł na Sejm I kadencji.

## Życiorys
Syn Stanisława i Zofii. Ukończył w 1973 liceum ogólnokształcące w Nowym Sączu. Pracował jako inspektor kontroli wewnętrznej.
W latach 80. działacz opozycji demokratycznej, po wprowadzeniu stanu wojennego został internowany, później współpracował z podziemiem. Współtworzył miejski (w Krynicy) oraz wojewódzki Komitet Obywatelski.
W 1991 uzyskał mandat posła na Sejm I kadencji. Został wybrany w okręgu nowosądeckim z listy Konfederacji Polski Niepodległej. Zasiadał w Komisji Łączności z Polakami za Granicą oraz Komisji Polityki Społecznej.
W 2012 odznaczony Krzyżem Wolności i Solidarności.
Pochowany na cmentarzu zdrojowym w Krynicy-Zdroju.